# Notacja menzuralna

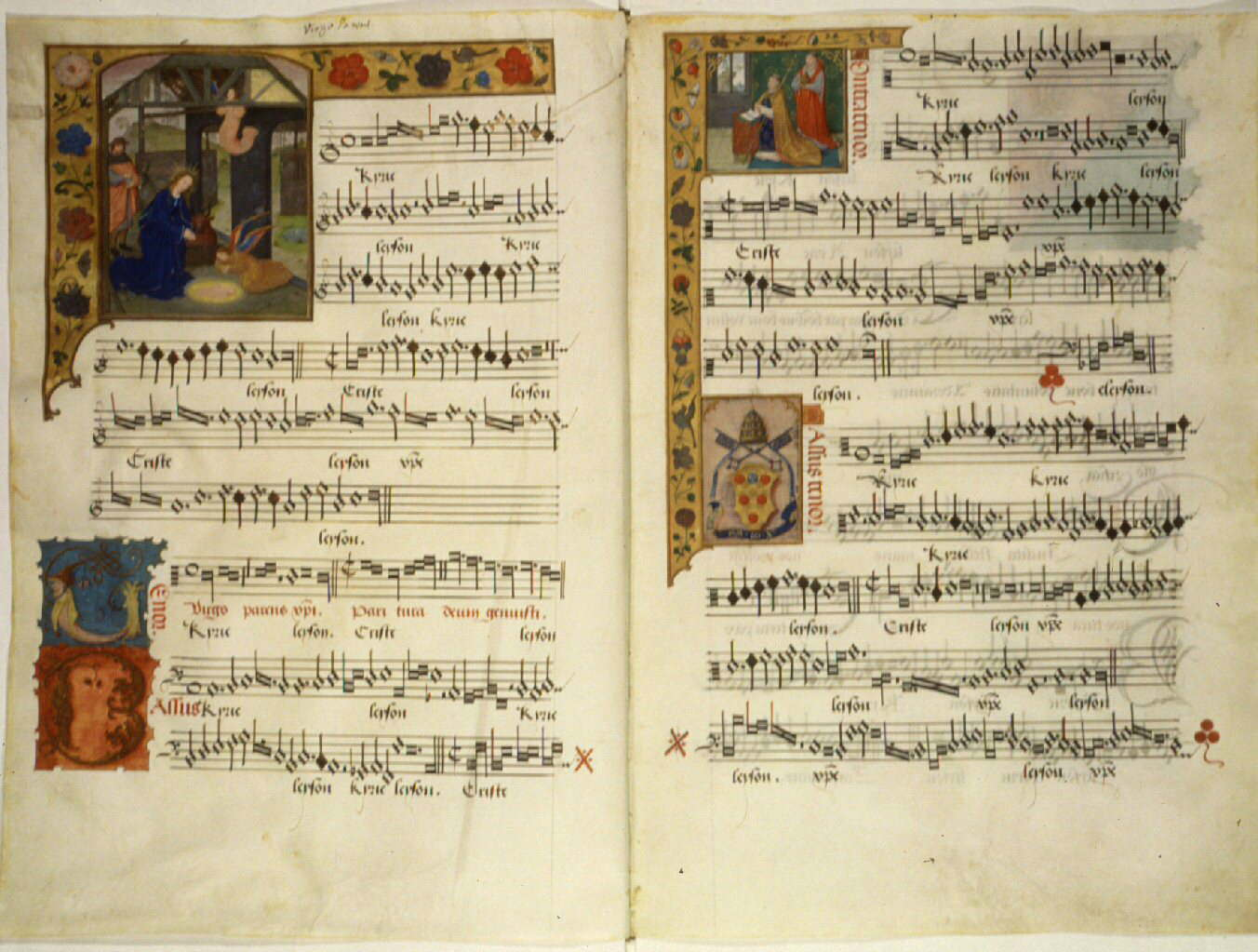
Manuskrypt z notacją menzuralną z XVI wieku

Notacja menzuralna – sposób zapisu nut, zapoczątkowany w XIII wieku. Wprowadził ogólnie przyjęte wartości poszczególnych nut, zapoczątkował rozwój muzyki wielogłosowej.

## Historia
Notacja menzuralna miała duże znaczenie dla rozwoju muzyki wielogłosowej. Powstanie tego sposobu zapisywania muzyki związane jest z rozwojem izorytmii. Notacja menzuralna pozwoliła przede wszystkim na różnicowanie i usamodzielnienie poszczególnych głosów kompozycji. Dała możliwość wprowadzenia wielu figuracji i kombinacji głosów.
W notacji menzuralnej sposobem na oznaczenie czasu trwania dźwięku stał się kształt nuty. Można rozróżnić dwa rodzaje notacji menzuralnej: tzw. czarną (stosowaną do ok. 1450 r.), która charakteryzowała się zaczernionymi główkami nut, i tzw. białą (od 1450 r.), w której rysowano tylko kontur nut (z wyjątkiem najmniejszych wartości rytmicznych). Ten system notacji oparty na dwóch wartościach - longa i brevis - poszerzono o maximę, która była nutą najdłuższą, dwa razy dłuższą od longi. Jeden z czołowych teoretyków renesansu - Franchinus Gaffurius - ustalił ludzkie tętno jako normę pulsacji rytmicznej. Jedno uderzenie miało być równe semibrevis, która była połową brevis. Połowę semibrevis stanowiła z kolei minima, zaś ona dzielona była na dwie semiminimy. Przez długi czas system rytmiczny opierał się na tych wartościach, później dodano do niego jeszcze dwie mniejsze: fusę i semifusę - wartości najmniejsze. W transkrypcji przyjęło się uznawać całą nutę za odpowiednik semibrevis, półnutę - minimy, semiminimy - ćwierćnutę, fusy - ósemkę, semifusy - szesnastkę. W systemie znaków notacji menzuralnej, oprócz samych nut, występowały ligatury, pauzy i oznaczenia dodatkowe.
Pierwszą miarą rytmu był takt trójdzielny (perfectio), później wprowadzono takt parzysty (imperfectio). Granicę między podziałem dwudzielnym a trójdzielnym oznaczano kreską pionową, ale nie jest to odpowiednik dzisiejszej kreski taktowej. Muzyka menzuralna nie posługiwała się kreską taktową.
Wraz z rozwojem muzyki wielogłosowej zmieniało się poczucie harmoniczne jej twórców i odbiorców. Do dotychczasowej grupy konsonansów, złożonej z unisonu, kwarty, kwinty i oktawy, dołączyły kolejne współbrzmienia: tercji i seksty.
Rozwój i zachwyt muzyką menzuralną doprowadziły do wykształcenia nowych form, m.in. motetów. Podstawą dla motetu był tenor zapożyczony z chorału gregoriańskiego. Do niego dokomponowywano dwa kolejne głosy, opierając się na technice discantus. Oba głosy były wokalne i najczęściej posiadały zupełnie odmienne teksty, często w różnych językach.